# Aeropuerto de Kenora
El Aeropuerto de Kenora (del inglés: Kenora Airport) (IATA: YQK, OACI: CYQK) está ubicado a 5 MN (9,3 km; 5,8 mi) al noreste de Kenora, Ontario, Canadá.

## Aerolíneas y destinos
- Bearskin Airlines
  - Dryden / Aeropuerto Regional de Dryden
  - Fort Frances / Aeropuerto Municipal de Fort Frances
  - Sioux Lookout / Aeropuerto de Sioux Lookout
  - Thunder Bay / Aeropuerto Internacional de Thunder Bay
  - Winnipeg / Aeropuerto Internacional de Winnipeg-Armstrong